# Залевки
Залевки (укр. Залевки) — село в Смелянском районе Черкасской области Украины.
Почтовый индекс — 20742. Телефонный код — 4733.

## Население
Население по переписи 2001 года составляло 591 человек.

### Языковой состав
Родной язык населения по данным переписи 2001 года:
| Язык       | Численность, чел. | Доля     |
| ---------- | ----------------- | -------- |
| Украинский | 552               | 93,40 %  |
| Русский    | 36                | 6,09 %   |
| Другое     | 3                 | 0,51 %   |
| Итого      | 591               | 100,00 % |

## Местный совет
20742, Черкасская обл., Смелянский р-н, с. Залевки, переул. Щорса, 4